# Феодосий VI
Патриа́рх Феодо́сий VI (араб. البطريرك ثيودوسيوس السادس‎; в миру Спиридо́н Абурдже́ли, араб. سبيريدون أبو رجيلة‎; 1889, Бейрут — 19 сентября 1970, Бейрут) — епископ Антиохийской православной церкви, Патриарх Антиохийский и всего Востока.

## Биография
Среднее образование он получил в училище Трёх Святителей, высшее — в Азиатском колледже в Дамаске. Окончил богословскую школу при Баламандском монастыре в Ливане.
С 1906 года возглавлял Антиохийскую миссию в Месопотамии.
В 1908 году патриархом Антиохийским Григорием IV он был хиротонисан во диакона.
С 1908 по 1912 год служил патриаршим эпитропом в Диярбакыре, где на тот момент существовала архиерейская кафедра Антиохийского патриархата. Изучал там турецкий язык.
В 1912 году был направлен для совершенствования богословского образования в Высшую богословскую школу Константинопольского патриархата на острове Халки, где вместе с ним учился будущий патриарх Афинагор (Спиру).
В 1914 году выполнял миссию представителя Антиохийской церкви в Афинах.
В 1915 году, успешно окончив богословскую школу на острове Халки, вернулся в Дамаск, и в том же году патриарх Антиохийский Григорий IV рукоположил его во пресвитера c возведением в сан архимандрита и назначил своим личным секретарём.
В 1923 году рукоположён во епископа Тирского и Сидонского с возведением в сан митрополита.
27—28 октября 1931 года участвовал в православно-старокатолической конференции в Бонне, где представлял Антиохийскую православную церковь.
По избрании митрополита Триполийского Александра (Тахана) патриархом Антиохийским и всего Востока в 1931 году митрополит Феодосий был переведён на Триполийскую кафедру.
В 1935—1936 годах в сане митрополита по поручению патриарха Александра он совершил объезд приходов Антиохийской православной церкви в США.
В последние годы жизни патриарха Александра III митрополит Феодосий был старейшим членом епископата Антиохийской православной церкви и в качестве такового возглавлял в 1953 году торжества 50-летия архиерейства патриарха Александра.
В 1945 и 1954 годах сопровождал патриарха Александра III в его поездках в Советский Союз.
14 ноября 1958 года избран патриархом Антиохийским и всего Востока.
После кончины патриарха Александра, 14 ноября 1958 года, митрополит Феодосий как старейший по хиротонии архиерей Антиохийской православной церкви был избран патриархом Антиохийским и всего Востока.
Скончался 19 сентября 1970 года в Бейруте после продолжительной болезни.